# Tanja Carovska
Tanja Carovska (mac. Тања Царовска; ur. 19 marca 1980 w Resenie) – macedońska piosenkarka, kompozytorka i autorka tekstów piosenek.

## Kariera
Tanja Carovska współpracowała z wieloma wykonawcami oraz kompozytorami. Nagrała partie wokalne na album studyjny Zlatka Oriǵanskiego zatytułowany Razbudi se, który ukazał się w 2003 roku. W 2004 roku nagrała utwór „Remember Me” w duecie z Joshem Grobanem. Piosenka ukazała się na oficjalnej ścieżce dźwiękowej do filmu Troja, do którego muzykę napisał James Horner. W tym samym roku zaśpiewała partie wokalne w utworach Johna Debneya ze ścieżki dźwiękowej do filmu Pasja.
W listopadzie 2010 roku wydała cyfrowo swoją debiutancką płytę studyjną zatytułowaną No Record of Wrong, która ukazała się w fizycznej dystrybucji w maju 2011 roku. W 2012 roku premierę miał album Chrisa Bottiego pt. Impressions, na którym znalazł się m.in. utwór „Sevdah” nagrany z wokalnymi partiami Carovskiej.

## Życie prywatne
Tanja Carovska mieszka na co dzień w Londynie.

## Dyskografia

### Albumy studyjne
- No Record of Wrong (2010/2011)